# هیروشی میو
هیروشی میو (به ژاپنی: 前上 博; ٨ اوت ۱٩۶٨ - ٢٨ ژوئیه ۲۰۰۹) معروف به «قاتل اینترنتی»، یک آدم‌کش زنجیره‌ای ژاپنی بود که با فریب دادن قربانیانش از راه اینترنت، آنان را به قتل رساند.
میو از گونه‌ای انحراف جنسی (اختلال روانی) رنج می‌برد که در آن، فرد بدون دیدن صحنه خفه شدن قربانی، قادر به رسیدن به اوج لذت جنسی نیست.

## جرم‌ها
میو پس از ورود به کانون فناوری کانازاوا، سعی کرده بود یکی از دوستان مذکر خود را خفه کند. وی در ۱۹۸۸ از آن‌جا اخراج شد. وی پس از آن و در سال ۱۹۹۵ به سبب حمله، ضرب و شتم و تلاش برای خفگی یکی از همکاران مذکرش، دستگیر و محکوم شد. پس از طی مراحل دادگاه، وی از کارش اخراج شد. در ۲۰۰۱، وی به سبب تلاش برای خفه کردن دو زن، دستگیر و به یک سال زندان و سه سال حبس تعلیقی محکوم شد. پس از آنکه به سبب خوش‌رفتاری، زودتر از موعد آزاد شد، وی دوباره به سبب تلاش برای خفه کردن یک پسر دبیرستانی دستگیر شد که برای آن به یک سال و ده ماه حبس محکوم شد.

## قتل اینترنتی
میو پس از آزادیش در سال ۲۰۰۵، سه تن را به قتل رساند. وی به قتل یک پسر ۱۴ ساله، یک زن ۲۵ ساله و یک مرد ۲۱ ساله، که همگی عضو یک باشگاه خودکشی اینترنتی بودند، محکوم شد. وی با فریب دادن قربانیانش، از آن‌ها خواسته بود در جایی با هم ملاقات کرده و از راه سوزاندن زغال در یک ماشین دربسته، خودکشی کنند. اما او پس از ملاقات قربانیان و یک مکالمه کوتاه، با دست‌های خود آن‌ها را خفه کرده بود. او از این کار لذت جنسی می‌برد و آن طور که خود گفته بود، دلیل این امر، خواندن رمانی در کودکی بود که در آن، چنین نوع لذت بردن توصیف شده بود. وی هر سه قربانیش را تنها در مدت سه ماه به قتل رساند.

## دادگاه و محکومیت
شاکیانش در دادگاه، وی را یک «قاتل شهوتی» خطاب کردند. در تاریخ ۲۸ مارس ۲۰۰۷، دادگاه اوساکو، هیروشی میو را به اعدام محکوم کرد. با اینکه گروه وکیل‌های مدافع وی درخواست تجدید نظر کردند، اما وی، با پس گرفتن درخواست تجدید نظر در تاریخ ۵ ژوئیه ۲۰۰۷، خود حکم دادگاه را پذیرفت و برای جبران اعمال خود با از دست دادن زندگی خودش، اظهار آمادگی کرد.
وی به تاریخ ۲۸ ژوئیه ۲۰۰۹، به همراه یک مجرم ۲۵ ساله به نام یوکیو یاماجی، به دار آویخته شد.